# دبلتس

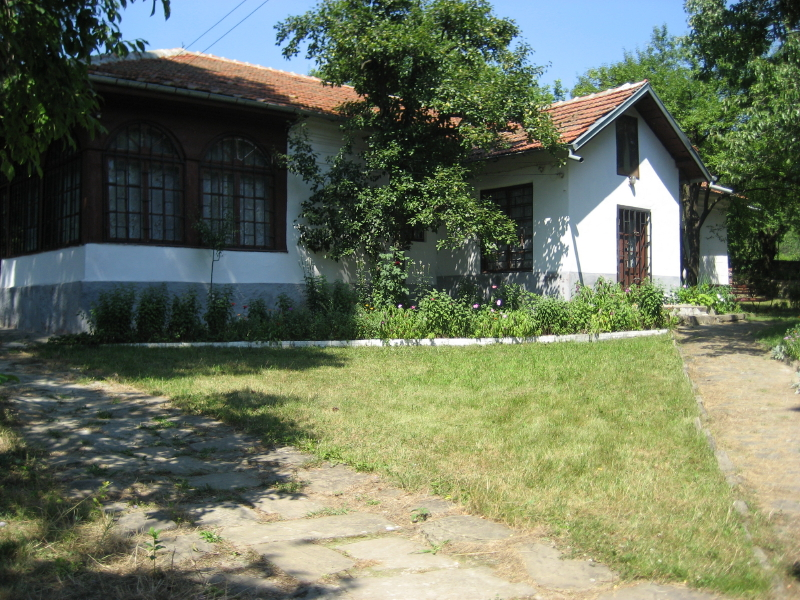
دبلتس

دبلتس (به انگلیسی: Debelets) شهری در استان ولیکو ترنوو کشور بلغارستان است که جمعیت آن در سال ۲۰۰۱ میلادی ۴٬۱۲۸ نفر بوده‌است.